# Temple protestant de Melun
Le temple protestant de Melun est un édifice religieux protestant du XXe siècle situé à Melun, en France. La paroisse est membre de l'Église protestante unie de France.

## Situation et accès
L'édifice est situé au no 8 de l'avenue Thiers, au sud de Melun, et plus largement à l'ouest du département de Seine-et-Marne. Il s'inscrit au fond d'une cour accessible par un passage depuis le presbytère qui est sur l'avenue.

## Histoire
L'édifice est élevé selon les plans de l'architecte Jean-Pierre Roland est inauguré en 1961.

## Statut patrimonial et juridique
L'édifice fait l'objet d'un recensement dans l'Inventaire général du patrimoine culturel, en tant que propriété d'un établissement public. L'enquête ou le dernier récolement est effectué en 2002,.